# Tulbaghia acutiloba
Tulbaghia acutiloba là một loài thực vật có hoa trong họ Amaryllidaceae. Loài này được Harv. miêu tả khoa học đầu tiên năm 1863.